# Église du Sauveur-dans-la-ville
L'église du Sauveur-dans-la-ville (en russe : Церковь Спаса на Городу) (également dénommée : église de la Transfiguration dans la ville, ou encore: église du bois de la Sainte Croix dans la ville) est une église située dans le centre historique de Iaroslavl sur les rives de la rivière Kotorosl. Elle est construite à la limite du quartier de Iaroslavl dénommé "ville de Roubleny", le long des rives en pente de la rivière.

## Histoire
Il est établi qu'à l'emplacement de l'église actuelle existait, à l'origine, une église ancienne en bois, à l'époque de la principauté de Iaroslavl, c'est-à-dire avant 1463. C'était une église paroissiale, située près du quartier du commerce au centre de la ville. D'où son nom « Sauveur-dans-la-ville ».
L'église est incendiée en 1658, lors du «grand incendie» de la ville. En 1672, est construite une église en pierre à l'emplacement de l'ancienne église en bois. L'intérieur est décoré de fresques en 1693 par le peintre Fiodor Fiodorov.
En 1694, à la demande, et avec la bénédiction du métropolite Iosafane, l'église subit quelques transformations. Une chapelle dédiée au martyr Stéphane est ajoutée du côté sud qui sert d'église d'été non chauffée. En 1831 l'église est reconstruite et consacrée une nouvelle fois. Les fresques sont restaurées.
L'édifice a beaucoup souffert lors de l'Insurrection de Iaroslavl en 1918. Elle fut atteinte par un obus. Les murs de la chapelle située au sud de l'édifice sont transpercés. En 1919-1920 et en 1925-1926 des travaux de restauration sont entrepris, financés par des dons de la communauté des croyants.

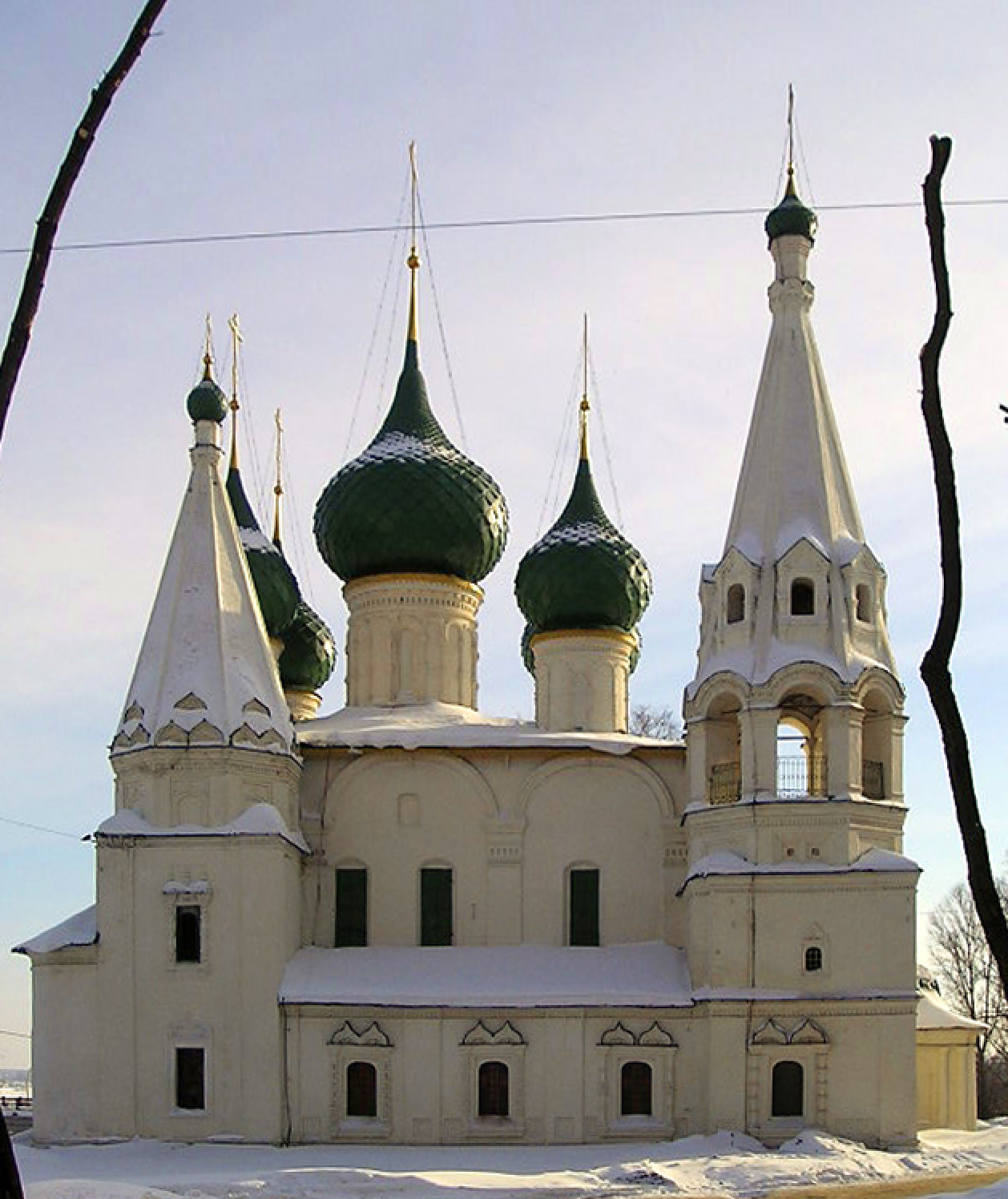
église du Sauveur dans la ville.

À la fin de l'année 1926, l'église est fermée et ses clefs sont remises au musée d'histoire locale. En 1930, les croix placées aux faîtes des bulbes sont enlevées. Le 20 mars 1935, par décision du Comité exécutif central, l'église est placée sous la protection de l'État. En 1936 l'église est donnée en location pour être utilisée comme entrepôt de ferraille. Puis à partir de 1939 comme entrepôt pour différentes marchandises. Dans les années 1960, l'église est placée sous la tutelle de la Direction locale de la politique culturelle. Depuis cette époque, jusqu'aux années 1990, elle est utilisée comme entrepôt de livres.

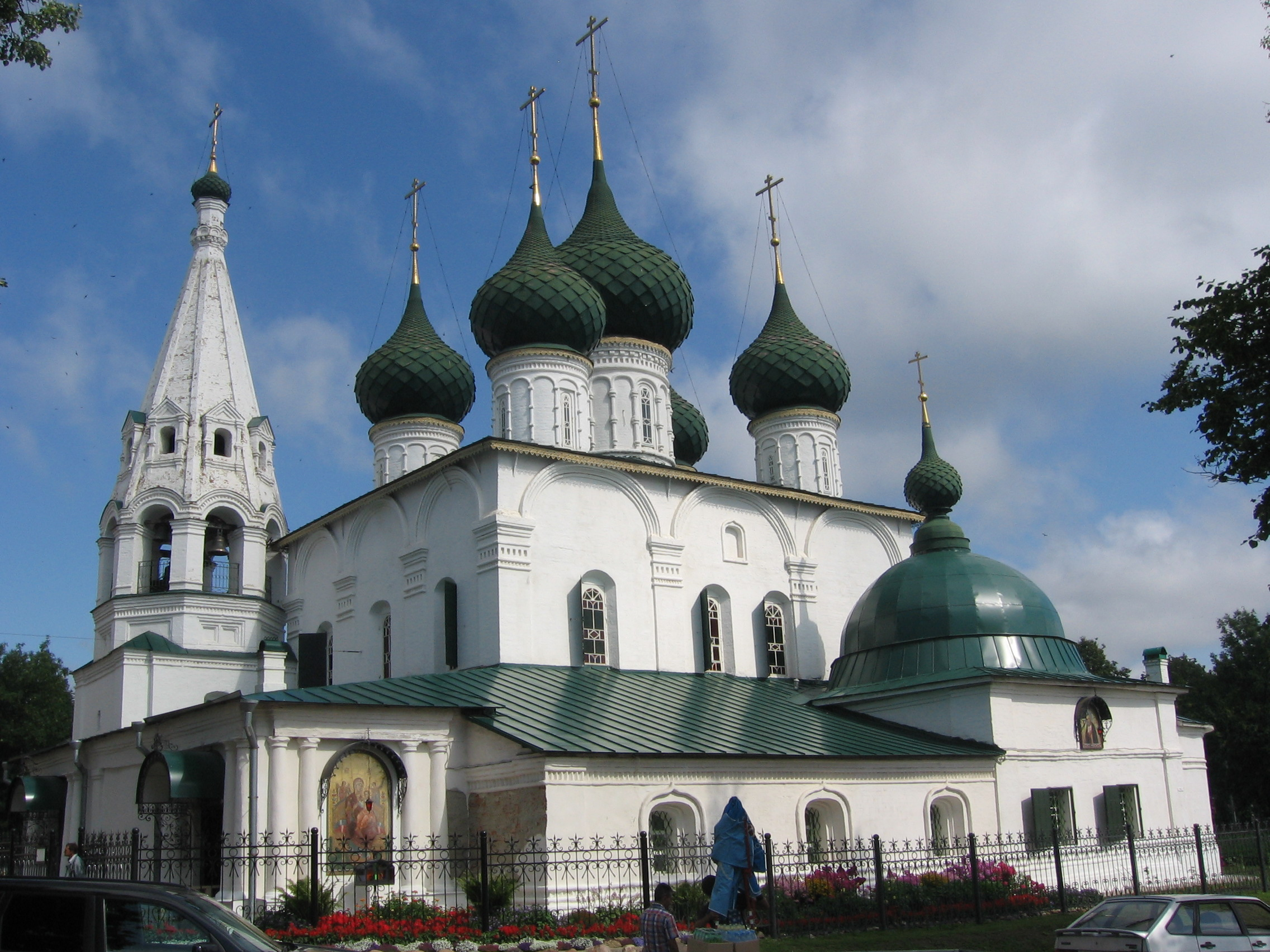
Église de la Transfiguration du Sauveur dans la ville.

Durant les années 1978 à 1981, l'édifice est restauré. Les façades, la chapelle au nord et le clocher font l'objet des soins des restaurateurs. Les croix en or sont réinstallées sur les bulbes. Les fissures les plus dangereuses sont réparées. De 1991 à 1993 de nouveaux travaux sont entrepris pour achever la restauration. En 2003 l'église est placée sous la garde de l'éparchie de Iaroslavl.

## Plan
L'église du Sauveur-dans-la-ville est une Église à croix inscrite à quatre piliers.